# Discographie de Justin Timberlake
La discographie du chanteur américain Justin Timberlake se compose de quatre albums studio et de quinze singles.

## Albums

### Albums studio
| Titre                        | Détails de l'album                                                                                       | Meilleure position | Meilleure position | Meilleure position | Meilleure position | Meilleure position | Meilleure position | Meilleure position | Meilleure position | Meilleure position | Meilleure position | Certifications | Ventes            |
| Titre                        | Détails de l'album                                                                                       | É-U                | É-U RnB            | AUS                | CAN                | ALL                | ITA                | P-B                | N-Z                | SUI                | R-U                | Certifications | Ventes            |
| ---------------------------- | --- | ------------------ | ------------------ | ------------------ | ------------------ | ------------------ | ------------------ | ------------------ | ------------------ | ------------------ | ------------------ | --- | ----------------- |
| Justified                    | - Sortie : 5 novembre 2002 - Labels : Jive, Zomba Label Group - Formats : CD, LP, téléchargement digital | 67                 | 2                  | 9                  | 7                  | 11                 | 47                 | 4                  | 5                  | 22                 | 1                  | - É-U : 3 × Platine - AUS : 3 × Platine - CAN : 2 × Platine - ALL : Platine - N-Z : Platine - SUI : Platine - R-U : 5 × Platine                        |                   |
| FutureSex/LoveSounds         | - Sortie : 12 septembre 2006 - Label : Jive - Formats : CD, CD/DVD, LP, téléchargement digital           | 34                 | 1                  | 1                  | 1                  | 3                  | 7                  | 4                  | 4                  | 98                 | 1                  | - É-U : 4 × Platine - AUS : 5 × Platine - CAN : 5 × Platine - ALL : 2 × Platine - P-B : Or - N-Z : 3 × Platine - SUI : 2 × Platine - R-U : 3 × Platine |                   |
| The 20/20 Experience         | - Sortie : 15 mars 2013 - Label : RCA - Formats : CD, téléchargement digital                             | 45                 | 1                  | 1                  | 1                  | 1                  | 6                  | 2                  | 1                  | 65                 | 1                  | - É-U : 2 × Platine - AUS : Or - R-U : Or - CAN : Platine                                                                                              | Monde : 3,749,000 |
| The 20/20 Experience: 2 of 2 | - Sortie : 30 septembre 2013 - Label : RCA - Formats : CD, LP, téléchargement digital                    | 87                 | 8                  | 4                  | 1                  | 4                  | _                  | 4                  | 3                  | 87                 | 2                  | |                   |
| Man of the Woods             | - Sortie : 9 février 2018 - Label : RCA - Formats : CD, LP, Téléchargement digital                       | 98                 | 9                  | 2                  | 1                  | _                  | _                  | _                  | _                  | 67                 | _                  | |                   |
| Everything I Thought It Was  | - Sortie : 15 mars 2024 - Label : RCA - Formats : CD, LP, Téléchargement digital                         | 78                 | 8                  | 2                  | 1                  | _                  | _                  | _                  | _                  | _                  | _                  | |                   |

### Compilations
| Titre           | Détails de l'album                                                                       | Notes                                                                                                |
| --------------- | ---------------------------------------------------------------------------------------- | --- |
| Essential Mixes | - Sortie : 20 septembre 2010 - Label : Sony, Jive - Formats : CD, téléchargement digital | - Principaux remixes des chansons de Justin Timberlake des albums Justified et FutureSex/LoveSounds. |

### Extended plays
| Titre                                      | Détails de l'album                                                                    |
| ------------------------------------------ | ------------------------------------------------------------------------------------- |
| Justin & Christina avec Christina Aguilera | - Sortie : 1er juillet 2003 - Label : BMG, Jive, RCA - Formats : CD, digital download |

### Musiques de film
| Titre                                                 | Détails de l'album                                                               | Meilleures positions | Meilleures positions | Meilleures positions | Meilleures positions | Meilleures positions | Certifications          |
| Titre                                                 | Détails de l'album                                                               | US                   | AUS                  | CAN                  | NZ                   | UK                   | Certifications          |
| ----------------------------------------------------- | -------------------------------------------------------------------------------- | -------------------- | -------------------- | -------------------- | -------------------- | -------------------- | ----------------------- |
| Trolls: Original Motion Picture Soundtrack            | - Sortie : 23 septembre 2016 - Label : RCA - Formats : CD, téléchargement, LP    | 3                    | 1                    | 12                   | 4                    | 11                   | - RIAA : Or - ARIA : Or |
| The Book of Love (Original Motion Picture Soundtrack) | - Sortie : 13 janvier 2017 - Label : Tennman Films II - Formats : téléchargement |                      |                      |                      |                      |                      |                         |

## Chansons

### Singles
| Like I Love You (featuring Clipse)                                | 2002 | 11 | 8  | 11 | 16 | 5  | 17 | 5  | 6  | 14 | 2   |    | - AUS : Platine - UK : Argent  | Justified                                                          |                                                                        |                      |
| Cry Me a River                                                    | 2002 | 3  | 2  | 2  | 13 | 3  | 14 | 7  | 11 | 20 | 2   | 6  |                                | Justified                                                          |                                                                        | - AUS : Or           |
| Rock Your Body (featuring Vanessa Marquez)                        | 2003 | 5  | 1  | 3  | 25 | 4  | —  | 2  | 4  | 34 | 2   | 15 |                                | Justified                                                          | - É-U : Or - AUS : Platine                                             |                      |
| Señorita                                                          | 2003 | 27 | 6  | 19 | 51 | 15 | 32 | 8  | 4  | 42 | 13  |    | - AUS : Or                     | Justified                                                          |                                                                        |                      |
| I'm Lovin' It                                                     | 2003 | —  | —  | —  | 50 | 15 | —  | 13 | —  | 47 | 28  |    |                                | Justified                                                          |                                                                        |                      |
| SexyBack                                                          | 2006 | 1  | 1  | 1  | 1  | 1  | 3  | 5  | 1  | 2  | 1   | 8  |                                |                                                                    | - É-U : 3 × Platine - AUS : Platine - CAN : 3 × Platine - NZ : Platine | FutureSex/LoveSounds |
| My Love (featuring T.I.)                                          | 2006 | 1  | 3  | 6  | 4  | 4  | 12 | 12 | 1  | 2  | 2   | 10 |                                | - É-U : Platine - AUS : 2 × Platine - NZ : Platine                 |                                                                        | FutureSex/LoveSounds |
| What Goes Around... Comes Around                                  | 2007 | 1  | 3  | 3  | 5  | 6  | 11 | 6  | 3  | 5  | 4   | 5  |                                | - É-U : Platine - AUS : 2 × Platine - NZ : Disque de certification |                                                                        | FutureSex/LoveSounds |
| LoveStoned                                                        | 2007 | 17 | 11 | 5  | 5  | 12 | 10 | 5  | 17 | 19 | 11  | 28 |                                | - É-U : Or - AUS : Or                                              |                                                                        | FutureSex/LoveSounds |
| Until the End of Time (featuring Beyoncé)                         | 2007 | 17 | —  | —  | —  | —  | —  | 49 | 31 | —  | 118 |    | - É-U : Or                     |                                                                    |                                                                        | FutureSex/LoveSounds |
| Summer Love                                                       | 2007 | 6  | —  | 8  | 39 | —  | —  | —  | 15 | —  | —   |    | - É-U : Platine                |                                                                    |                                                                        | FutureSex/LoveSounds |
| Suit and Tie (featuring Jay-Z)                                    | 2013 | 4  | 9  | 3  | 30 | 16 | 29 | 10 | 14 | 32 | 3   |    | - AUS : Or                     | The 20/20 Experience                                               |                                                                        |                      |
| Mirrors                                                           | 2013 | 2  | 10 | 4  | 2  | 5  | —  | 7  | 7  | 5  | 1   |    | - AUS : Platine - NZ : Platine | The 20/20 Experience                                               |                                                                        |                      |
| Tunnel Vision                                                     | 2013 | —  | 63 | —  | —  | —  | 75 | —  | —  | —  | 61  |    | —                              | The 20/20 Experience                                               |                                                                        |                      |
| Take Back the Night                                               | 2013 | 39 | 57 | 32 | 38 | 52 | 49 | 60 | —  | —  | 45  |    | —                              | The 20/20 Experience: 2 of 2                                       |                                                                        |                      |
| TKO                                                               | 2013 | —  | —  | —  | —  | —  | —  | —  | —  | —  |     |    | —                              | The 20/20 Experience: 2 of 2                                       |                                                                        |                      |
| Can't Stop the Feeling!                                           | 2016 | 1  | 4  | -  | 7  | 1  | -  | 11 | 8  | 2  | 1   | 1  |                                | Trolls: Original Motion Picture Soundtrack                         |                                                                        |                      |
| Filthy                                                            | 2018 |    |    |    |    |    |    |    |    |    |     |    |                                | Man of the Woods                                                   |                                                                        |                      |
| Supplies                                                          | 2018 |    |    |    |    |    |    |    |    |    |     |    |                                | Man of the Woods                                                   |                                                                        |                      |
| Say Something (featuring Chris Stapleton)                         | 2018 |    |    |    |    |    |    |    |    |    |     |    |                                | Man of the Woods                                                   |                                                                        |                      |
| Man of the Woods                                                  | 2018 |    |    |    |    |    |    |    |    |    |     |    |                                | Man of the Woods                                                   |                                                                        |                      |
| Selfish                                                           | 2024 |    |    |    |    |    |    |    |    |    |     |    |                                | Everything I Thought It Was                                        |                                                                        |                      |
| No Angels                                                         | 2024 |    |    |    |    |    |    |    |    |    |     |    |                                | Everything I Thought It Was                                        |                                                                        |                      |
| « — » indique que la chanson n'est pas certifiée dans de ce pays. |      |    |    |    |    |    |    |    |    |    |     |    |                                |                                                                    |                                                                        |                      |

### Collaborations
- 2001 : What It's Like To Be Me (de Britney Spears) sur l'album Britney
- 2001 : My Kind of Girl (de Brian McKnight) sur l'album Superhero
- 2002 : Work It (de Nelly) sur l'album Nellyville
- 2002 : Yours (de Mariah Carey sur l'album Charmbracelet
- 2003 : Where Is the Love? (des Black Eyed Peas) sur l'album Elephunk
- 2004 : Good Foot (feat. Timbaland) sur la B.O. de Gang de requins
- 2004 : HeadSprung (Remix) (de LL Cool J feat. Keri Hilson)
- 2005 : Signs (de Snoop Dogg feat. Charlie Wilson) sur l'album R&G (Rhythm & Gangsta): The Masterpiece
- 2005 : My Style (de Black Eyed Peas) sur l'album Monkey Business
- 2006 : Loose Ends (de Sergio Mendes feat. Will.i.am) sur l'album Timeless
- 2007 : Get Out (de Macy Gray) sur l'album Big
- 2007 : Give It to Me (de Timbaland feat. Nelly Furtado) sur l'album Shock Value
- 2007 : Release (de Timbaland) sur l'album Shock Value
- 2007 : Bounce (de Timbaland feat. Dr. Dre & Missy Elliott) sur l'album Shock Value
- 2007 : Rehab (de Rihanna feat. Timbaland) sur l'album Good Girl Gone Bad
- 2007 : Lemme Get That (de Rihanna feat. Timbaland) sur l'album Good Girl Gone Bad
- 2007 : Ayo Technology (de 50 Cent feat. Timbaland) sur l'album Curtis
- 2007 : The Only Promise That Remains (de Reba McEntire), sur l'album Reba: Duets
- 2007 : Falling Down (de Duran Duran) sur l'album Red Carpet Massacre
- 2007 : Nite Runner (de Duran Duran feat. Timbaland) sur l'album Red Carpet Massacre
- 2008 : Dick in a Box (de The Lonely Island) sur l'album INCREDIBAD
- 2008 : Up All Night (de Three 6 Mafia feat. Jim Jones) sur l'album Last 2 Walk
- 2008 : 4 Minutes (de Madonna feat. Timbaland) sur l'album Hard Candy
- 2008 : Dance 2 Night (de Madonna) sur l'album Hard Candy
- 2008 : Miles Away (de Madonna) sur l'album Hard Candy
- 2008 : Devil Wouldn't Recognize You (de Madonna) sur l'album Hard Candy
- 2008 : Voices (de Madonna) sur l'album Hard Candy
- 2008 : Dead and Gone (de T.I. ) sur l'album Paper Trail
- 2008 : If I (de T.I. ) (non retenu pour l'album Paper Trail)
- 2009 : Love, Sex, Magic (de Ciara) sur l'album Fantasy Ride
- 2009 : Casanova (de Esmée Denters) sur l'album Outta Here
- 2009 : Don't let me down (de Leona Lewis) sur l'album Echo
- 2009 : Bigger than the world (Pour Esmee Denters sur l'album Outta Here
- 2009 : Carry Out (de Timbaland) sur l'album Shock Value II
- 2009 : Crazy Girl(de Timbaland) (Bonus de l'album Shock Value II non retenu)
- 2009 : Winner (de Jamie Foxx) sur l'album Body
- 2009 : Hole in my head (de Rihanna) Bonus de l'album Rated R
- 2009 : Dick In A box (de The Lonely Island) sur l'album Incredibad
- 2010 : Across the sky (de Madonna)
- 2010 : Shades (de Diddy & Dirty Money feat. Lil Wayne) sur l'album Last Train to Paris
- 2010 : Sign Your Name (de Sheryl Crow) sur l'album 100 miles from Memphis
- 2011 : Motherlover (de The Lonely Island) sur l'album Turtleneck & Chain
- 2011 : Ain't No Doubt About It (de Game)
- 2011 : The Golden Rule (de The Lonely Island feat. Lady Gaga) sur l'album Turtleneck & Chain
- 2011 : Role Model (de FreeSol) sur l'album No Rules
- 2011 : Fascinated (de FreeSol featuring Justin Timberlake et Timbaland) sur l'album No Rules
- 2013 : Holy Grail (de Jay-Z featuring Justin Timberlake) sur l'album Magna Carta... Holy Grail
- 2013 : Heaven (de Jay-Z) sur l'album Magna Carta... Holy Grail (sans être crédité)
- 2014 : Love Never Felt So Good, 1er single de l'album posthume Xscape de Michael Jackson

## Clips vidéo
- 2002 : Like I Love You
- 2002 : Cry Me a River (Ft Timbaland)
- 2003 : I'm Lovin' It
- 2003 : Rock Your Body
- 2003 : Señorita
- 2005 : Signs (Ft. Snoop Dogg)
- 2006 : SexyBack (Ft Timbaland)
- 2006 : My Love (Ft T.I. & Timbaland)
- 2006 : Dick in a Box (Ft. The Lonely Island)
- 2007 : What Goes Around...Comes Around
- 2007 : LoveStoned (I Think She Knows)
- 2007 : Summer Love
- 2007 : Give It to Me (Ft Timbaland & Nelly Furtado)
- 2008 : Ayo Technology (Ft 50 Cent & Timbaland)
- 2008 : 4 Minutes (Ft Madonna)
- 2008 : Rehab (Ft Rihanna)
- 2009 : Dead And Gone (Ft T.I.)
- 2009 : Love Sex Magic (Ft Ciara)
- 2010 : Carry Out (Ft Timbaland)
- 2010 : Love Dealer (Ft Esmee Denters)
- 2010 : Motherlover (Ft The Lonely Island)
- 2011 : 3 Way (Golden Rules) (Ft The Lonely Island & Lady Gaga)
- 2011 : Ain't No Doubt About It (Ft Pharrell Williams & Game)
- 2011 : Hoodies On, Hats Low (Ft Freesol)
- 2011 : Role Model (Ft Freesol)
- 2011 : Fascinated (Ft Freesol & Timbaland)
- 2013 : Suit & Tie (Ft Jay-Z)
- 2013 : Mirrors
- 2013 : Tunnel Vision
- 2013 : Take Back the Night
- 2013 : TKO
- 2016 : Can't Stop the Feeling! (From "Trolls")